# Nemčiňany
Nemčiňany (in ungherese Nemcsény) è un comune della Slovacchia facente parte del distretto di Zlaté Moravce, nella regione di Nitra.